# Desfile de Estrellas
Desfile de Estrellas es el octavo álbum completo de la agrupación cubana que interpretan ritmos latinoamericanos, incluyen números publicados en anteriores placas, grabado en 1958. Es el décimo séptimo long play comercial de la Sonora Matancera.

## Canciones
1. Piel Canela
2. Ritmo, Tambó y Flores
3. Una Aventura
4. Eso se Hincha
5. Conociendo el Alma
6. El Mambo es Universal
7. Todo me Gusta de Ti
8. Margarita
9. Ay!, mi Vida
10. Y no me Engañes Más
11. Mis Noches sin Ti
12. Amor a la Fuerza, No

- Datos: Q5804147